# 岡山県立児島高等学校
岡山県立児島高等学校（おかやまけんりつ こじまこうとうがっこう）は、岡山県倉敷市児島に存在した県立の高等学校である。

## 沿革
- 1919年（大正8年） 龍王実科高等女学校として開校。
- 1928年（昭和3年） 岡山県味野高等女学校と改称。
- 1948年（昭和23年） 岡山県立児島高等学校と改称、定時制課程を設立。
- 1949年（昭和24年） 岡山県立琴浦高等学校と統合し、岡山県立南海高等学校児島校舎となる。併設定時制を児島市立児島高等学校と改称し分離。
- 1953年（昭和28年） 南海高校を廃止し、県立児島高校として再分離。
- 1999年（平成11年）普通科・国際コース設置。
- 2003年（平成17年）琴浦高校と統合して岡山県立倉敷鷲羽高等学校を新設開校。

## アクセス
児島駅より
- 自動車で5分　徒歩で20分
- 下電バス天城経由児島駅ゆき　井戸バス停から徒歩15分
- 下電バス塩生経由児島駅ゆき　児島文化センター前バス停から徒歩約15分